# أومون راع (رواية)
أومون رع (بالروسية: Омон Ра)‏ هي رواية قصيرة للكاتب الروسي فيكتور بيليفين، نشرتها دار تكست للنشر في موسكو عام 1992. كانت أول رواية لبيليفين، الذي كان حتى ذلك الحين معروفًا بقصصه القصيرة.
يتتبع بيليفين المصير العبثي لبطل الرواية أومون، الذي سماه والده الشرطي (على اسم أومون [الإنجليزية]، قوات الشرطة الخاصة السوفيتية والروسية، وتُنطق "آمون"). يستخدم بيليفين هذه القصة لتوضيح العبثية الكامنة للمؤسسة السوفيتية بتركيزها على «الإنجازات البطولية»، لا سيما في مجالات المساعي البشرية التي يمكن تقديمها بشكل إيجابي للعالم الخارجي، أي العلوم والجيش، والأهم من ذلك استكشاف الفضاء.
لاقى الكتاب نجاحًا كبيرًا في المشهد الثقافي في فترة ما بعد الاتحاد السوفيتي المبكر، ولا يزال يُعاد طبعه. نُشر مقتطف باسم (Lunokhod) عام 1991 في مجلة (Knowledge is Power)،  وفي مجموعة (Blue Lantern). نُشرت نسخة مختلفة من الكتاب في مجلة (The Banner) عام 1992. في عام 1993 حصل الكتاب على جائزتين أدبيتين هما «إنتربرسون» و «الحلزون البرونزي».

## الحبكة
الكتاب روى بضمير المتكلم. تدخل الرواية ضمن صنف قصة البلوغ، أو رواية التشكيل. بطل الرواية هو أومون كريفومازوف، الذي وُلد في موسكو بعد الحرب العالمية الثانية. تتبع القصة حياته من الطفولة المبكرة. في سنوات مراهقته، أدرك أنه يجب أن يتحرر من جاذبية الأرض لتحرير نفسه من مطالب المجتمع السوفيتي والقيود الأيديولوجية الصارمة للدولة. بعد الانتهاء من المدرسة الثانوية، التحق على الفور في الأكاديمية العسكرية. سرعان ما يكتشف أومون أن الأكاديمية لا تخلق في الواقع طيارين مستقبليين، ولكنها تعرض الطلاب بدلاً من ذلك لسلسلة من التجارب الغادرة، بدءًا من بتر القدمين. الهدف من التجارب هو إظهار البطولة السوفيتية في الطلاب العسكريين. تأتي عمليات بتر الأطراف هذه كإشارة إلى الطيار السوفيتي الشهير أليكسي مارسييف [الإنجليزية]، الذي تمكن من العودة إلى الأراضي التي يسيطر عليها السوفييت بمفرده، على الرغم من إصابته بجروح بالغة في حادث تحطم طائرة بعد معركة عنيفة. خلال رحلته التي استغرقت 18 يومًا، تدهورت إصاباته بشدة لدرجة أنه كان لا بد من بتر ساقيه من أسفل الركبة. في محاولة يائسة للعودة إلى مهنته كطيار مقاتل، أخضع نفسه لما يقرب من عام من العلاج الطبيعي وممارسة الرياضة لإتقان التحكم في أجهزته الاصطناعية. نجح وعاد للطيران في يونيو 1943.
قبل حدوث أي بتر متعمد، يتم إخراج أومون وصديقه من الأكاديمية إلى منشأة سرية للغاية، تقع تحت مقرّ لجنة أمن الدولة في موسكو. هناك، بدأوا في الاستعداد لمهمة يُفترض أنها غير مأهولة إلى القمر. قيل لأمون أنه بدلاً من البحث عن مسبار آلي وإطلاقه، يفضل الحزب استخدام الأشخاص، المدربين على «البطولة» لإنجاز المهام التي تؤديها الآلات شكليا، مثل فصل مرحلة الصاروخ، وتصحيح مسار المركبات الفضائية وما إلى ذلك.
سرعان ما يبدو أن أومون قد انطلق إلى القمر، مثبتًا في مقعد داخل لونوخود، والذي من المفترض أن يقودها مثل دراجة على سطح القمر. إنها القطعة الأخيرة في مهمة متعددة المراحل لتوصيل منارة لاسلكية إلى نقطة معينة على القمر وتفعيلها. يققوم بالأمر، على الرغم من أنه بمجرد أن يغادر حدود لونوخود المحكم الإغلاق، فإن حمايته ضد الفراغ والبرد بين النجوم تتكون من معطف مملوء بالقطن وسدادات قطنية  محشوة أنفه. لا يجد أومون نفسه على سطح القمر، ولكن في نفق مترو أنفاق مهجور، حيث كان يقود سيارته لونوخود طوال الوقت، متجاهلًا كل العلامات التي قد تكون قد أعطته فكرة عن مكان وجوده الحقيقي. يحاول الهرب ويتم مطاردته وإطلاق النار عليه، لكنه تمكن من شق طريقه إلى العالم «الطبيعي» مرة أخرى، قادمًا إلى إحدى محطات مترو موسكو.
يشرح أحد «معلمي» أومون الفكرة الكامنة وراء التمثيلية: حتى لو كانت حقيقة أن الاتحاد السوفييتي هو بطل الاستكشاف السلمي للفضاء صحيحة فقط داخل رأس الشخص (أي البطل؛ لا أحد يعرف عنه أو عن مهمته باستثناء منظميها)، هذا لا يختلف عن كونه حقيقة. عندما يتعلق الأمر بموضوعات لا يمكن تجربتها، فإنه في الواقع مجرد تصور يتشكل في وعي الناس، ويمكن التلاعب به إلى الحد الذي تصبح فيه مسألة النسخة «الحقيقية» من الأحداث بلا معنى.

## العنوان
يشير العنوان (أومون راع)، إلى الأسماء المحددة والمختارة للشخصية الرئيسية. يأتي الاسم الأول لأمون من الاسم المختصر لفرع قوة الشرطة الروسية، أعطاه له والده. أما (رع) فهو إشارة إلى إله الشمس المصري رع، الذي له جسد إنسان ورأس صقر. إطلاق أومون هذا اللقب على نفسه، مستوحى من حقيقة أن كلمة الصقر تم تطبيقها أحيانًا على رواد الفضاء والأبطال. رع مرتبط بالأسطورة المصرية عن الشمس التي تدور حول الأرض، والتي ترتبط بهوس أومون برحلات الفضاء. في وقت لاحق، أصبح رع علامة دعوته للمهمة القمرية. ترتبط هذه الأسماء معًا بحلم أومون في الهروب والنظام العسكري العبثي الذي يجب أن يمر به لتحقيق ذلك.

## الشخصيات الرئيسية
أومون رع (أومون كريفومازوف)
نشأ على يد الجهاز السوفياتي بسبب عدم المبالاة، ووالده الغائب، يحلم أومون بأن يصبح رائد فضاء يدخل برنامج الفضاء السوفيتي ويتم اختياره لبرنامج خاص.
ميتيوك
صديق أومون الذي يحلم أيضًا بالذهاب إلى الفضاء. تم إعدامه بعد «اختبار التناسخ» الذي كشف أنه كان ضابطا نازيا في حياته السابقة.
العقيد أورتشاغن
خريج كفيف ومشلول من الأكاديمية السياسية العسكرية، سُمّي على اسم بافيل كورتشجين، بطل رواية كيف سقينا الفولاذ (إصابته هي الإشارة إلى مؤلف الرواية نيكولاي أوستروفسكي، الذي أصيب أيضًا بالعمى والشلل بسبب مرضه) إنه القائد المثالي لبرنامج الفضاء السوفيتي. يخبر أومون أن «روحًا واحدة فقط تكفي لرفع راية الاشتراكية المنتصرة على سطح القمر البعيد».

## المواضيع
في معظم أجزاء الرواية، يؤسس بيلفين السفر إلى الفضاء باعتباره استعارة للنضج والبطولة باعتبارها واحدة من المسؤوليات. في بداية الرواية، يقطع أومون الحدود بين الطفولة والبلوغ. يتوق إلى أن يصبح رائد فضاء وبطلًا؛ ومع ذلك، عندما تتاح له الفرصة للقيام بذلك، فإنه يدرك أن البطولة ليست سوى وهم مجيد. على الرغم من أن الأطفال يعتقدون أن العالم به عدد لا حصر له من الفرص للبالغين، فإنهم يتعلمون في النهاية أن المسؤولية التي يتحملها البالغون مقيدة للغاية وليست محررة.

## الاقتباسات
قام مارسيل دورني بإجراء اقتباس مسرحي للرواية، وذلك من قبل مشروع التاريخ المعاد في بريزبان بأستراليا سنة 2006.[بحاجة لمصدر]